# Slúžnovský okres
Slúžnovské okresy či slúžnovské obvody byly administrativní jednotky v Uhersku (poté krátce i v Československu), z nichž se skládaly župy (resp. před rokem 1849 stolice).
Byly vytvořeny začátkem 15. století s cílem zjednodušit administrativu. Zpočátku byla každá stolice (župa) rozdělena na čtyři slúžnovské okresy, později se jejich počet měnil, některé stolice měly jen dva okresy, jiné i pět. Počet slúžnovských okresů od 18. století stoupal.
Každý okres se dále dělil na obvody – circuli, kterých obyčejně bylo 2–6.

## Josefínská reforma (1785–1790)
První (dočasná) reforma v rozdělení a počtu těchto okresů nastala až během reforem Josefa II., kdy se jejich hranice upravily tak, aby bylo co nejdostupnější obyvatelům okresu. Královští komisaři, kteří měli župy rozdělit na nové slúžnovské okresy měli dbát na to, aby tyto byly přibližně stejně velké s podobným počtem obyvatel.
Při formování okresů se mělo dbát na zeměpisnou polohu sídel, reliéf a vodní toky, aby bylo centrum dostupné v každém ročním období. Počet slúžnovských okresů se ve většině žup zmenšil, kromě Spišské župy, kde došlo ke spojení župy a Provincie XVI spišských měst a Nitranské župy vzhledem na její velkou rozlohu (největší župa na Slovensku).
V roce 1790 byla josefínská reforma zrušena.

## Představitelé okresů
Představitelem slúžnovského okresu byl tzv. služný (původně byli soudci královských servientů), který vykonával správu svého okresu. Byl volený šlechtou (zemany) příslušného okresu. Služní působili hlavně v soudnictví, později se účastnili na politické správě, kácení a vybírání daní a církevního desátku. Od 15. století měli také své zástupce – podslužné. Podslužní stáli v čele obvodů (circulí). 
Ačkoliv představitelem župy byl župan, skutečnou moc měli v rukách podžupani a služní.